# Mnadani
Mnadani ist ein Verwaltungsbezirk (Ward) des Distrikts Hai in der tansanischen Region Kilimandscharo.

## Geografie
Mnadani liegt im Nordosten von Tansania westlich an die Regionshauptstadt Moshi angrenzend. Das wichtigste Gewässer ist der Weruweru, die Grenze im Westen bildet der Fluss Kikafu.
Der Bezirk grenzt im Norden an Machame Kaskazini und Machame Narumu, im Osten an die Bezirke Kindi, Karanga und Shirimatunda, die alle zum Distrikt Moshi gehören, im Südosten an Arusha Chini, im Südwesten an Machame Weruweru und im Nordwesten an Masame Kusini. Bei der Volkszählung 2022 lebten 20.327 Menschen in 5516 Haushalten auf einer Fläche von 71 Quadratkilometern.

## Gliederung
Der Bezirk besteht aus sechs Gemeinden (Mtaa) mit 38 Orten (Kitongoji):
| Shiri Njoro - Njoro Juu - Njoro Chini - Maili Sita Madukani - Msufini - Kitifu Juu - Kitifu Chini - Kiladeda | Shiri Mgungani - Weruweru - Mgungani - Bondeni - Relini - Miembeni | Kimashuku - Weruweru - Mnadani - Kimashuku Kati - Kinyalu - Kiangaa | Kwatito - Kwatito Relini - Bwawani - Mgungani - Kasendero - Juhudi | Mijongweni - Kijiweni - Miembeni - Msufini - Ofisini - Kiyungi Darajani - Kwa Kanoti - Kiyungi Madukani - Mijongweni Chini - Tindigani - Darajani - Osterbay | Shirimatunda - Matunda - Mngere - Kiladeda - Kilimambili - Masika |

## Wirtschaft und Infrastruktur
- Bildung: Im Bezirk liegen vier weiterführende Schulen.[6] Davon ist die Mailisita Secondary School[7] staatlich, die Eden-Garden Secondary School[8], Watu Secondary School[9] und St-Pamachius-Inclusive Secondary School werden privat geführt. Alle bilden Mädchen und Burschen bis zur 4. Stufe aus. Die letzte wird von der römisch-katholischen Kirche geführt und bietet gemeinsamen Unterricht für reguläre und behinderte Schüler.[10]
- Gesundheit: In der Gemeinde Shiri Mgungani gibt es eine öffentliche Apotheke.[11]